# Walhaz
Walhaz (zapis runiczny ᚹᚨᛚᚺᚨᛉ) – pragermańskie słowo oznaczające cudzoziemca, obcego, Rzymianina posługującego się łaciną lub którymś z języków celtyckich. Termin ten był używany w starożytności przez germańskie plemiona i określał ludy łacińsko- i celtojęzyczne zamieszkałe w Cesarstwie Rzymskim.
Od Walhaz pochodzi wiele słów w innych językach, w tym także we współczesnych. W języku staronordyjskim przymiotnikowa forma słowa Velsk, czyli valksr oznacza Francuz. Z kolei słowo walhisk ze staro-wysoko-niemieckiego znaczy romański. Staroangielskie określenia welisċ, wælisċ oraz wilisċ oznaczały rzymskiego Bryta, a węgierskie Oláh, podobnie jak bułgarskie Vlach, Rzymianina. Niemieckie słowo welsch, używane jest w Szwajcarii i południowym Tyrolu w stosunku do ludzi posługujących się językami romańskimi. Polska nazwa kraju Włochy pochodzi (za pośrednictwem dialektów germańskich) od Walhaz. Ponadto nazwy Wołochów, Walijczyków oraz pośrednio Walonów również posiadają swój źródłosłów w słowie Walhaz.